# Восьмигодинний робочий день
Восьмигодинний робочий день — ключове положення трудового законодавства, реалізоване в більшості розвинених країн. Одна з ранніх вимог руху робітників.
Восьмигодинний робочий день та інші норми, пов'язані з працею, є відносно сучасними щодо самої праці. У минулому було дуже поширене явище, коли працівники працювали у несприятливих умовах, по кілька годин на день і за дуже низьку платню. Зі збільшенням акценту на свободі та інших прогресивних ідеях, які з'явилися з часом, виникло також і прагнення змінити такі несприятливі умови праці.
Перші ознаки належного восьмигодинного робочого дня можна простежити ще в XVI столітті за часів Філіпа II. Однак вирішальне значення для сучасної історії має промислова революція, яка спричинила значні зміни у виробництві та торгівлі, а також передвиборча кампанія Теодора Рузвельта за восьмигодинний робочий день.

## Втілення
Запровадження восьмигодинного робочого дня було довготривалим процесом, а не відособленою зміною. Першим видатним діячем, який сприяв загальному покращенню умов праці, і зокрема восьмигодинному робочому дню, був Роберт Оуен, головним гаслом якого ще в 1817 році було «8 годин роботи, 8 годин відпочинку, 8 годин розваг». Хоча він не просував цю ідею, вона стала початком довготривалої трудової еволюції.
Дуже важливою віхою стали події початку травня 1886 року. У Чикаго та інших містах США пройшли демонстрації з вимогою восьмигодинного робочого дня без зниження заробітної плати. Особливе значення має дата 4 травня 1886 року, коли під час демонстрації від вибуху бомби загинуло кілька протестувальників і поліцейських. Цей історичний момент настільки значущий, що вже через два роки його почали відзначати в усьому світі як День праці, який припадає на початок вищезгаданого місяця.
Хоча цих моментів, здавалося б, було достатньо для зміни умов праці, вони призвели лише до незначних змін у наступні роки. Наступна відносно значна зміна відбулася в 1914 році, коли автомобільна компанія Ford не лише скоротила робочий день своїх працівників до восьми годин, але й подвоїла їхню зарплатню. Ці радикальні зміни також призвели до подвоєння прибутків і мотивували інші компанії покращувати умови праці своїх працівників.
Кінець цього динамічного розвитку настав 1938 року, коли в США було запроваджено максимальний робочий тиждень тривалістю 44 години, який протягом наступних двох років було скорочено до 40 годин. У наступні роки подібні рішення були прийняті в Європі та інших країнах. Сьогодні 40-годинний робочий тиждень є нормою в більшості країн, не лише розвинених, і навіть починають розглядати питання про його подальше скорочення.